# Васильев, Владимир Абдуалиевич
Влади́мир Абдуали́евич Васи́льев (род. 11 августа 1949, Клин, Московская область) — российский государственный и политический деятель. Руководитель фракции «Единая Россия» в Государственной Думе Федерального собрания Российской Федерации VIII созыва с 12 октября 2021 года. Член Высшего совета партии «Единая Россия».
Депутат Государственной Думы Федерального собрания Российской Федерации IV—VIII созывов. 7 октября 2021 года избран руководителем фракции «Единая Россия» в Государственной думе VIII созыва. Заместитель председателя Государственной думы России IV созыва, руководитель фракции партии «Единая Россия» VI и VII созывов (2012—2017), председатель комитета Государственной думы по безопасности (2004—2011), заместитель секретаря Совета Безопасности Российской Федерации (1999—2001).
Советник президента Российской Федерации (5 октября 2020 — 1 октября 2021). Временно исполняющий обязанности заместителя секретаря Генерального Совета партии «Единая Россия» (13 октября 2020 — 7 октября 2021).
Глава Республики Дагестан (9 сентября 2018 — 5 октября 2020).
Генерал-полковник милиции (1998), кандидат юридических наук (2001), заслуженный юрист Российской Федерации (2006). Полный кавалер ордена «За заслуги перед Отечеством».
Из-за аннексии Крыма и вторжения России на Украину, находится под международными санкциями Евросоюза, США и ряда других стран.

## Биография
Родился 11 августа 1949 года в городе Клин Московской области. Отец — Асанбаев Али (Абдуали) Асанбаевич (по национальности — казах), был педагогом, мать — Надежда Ивановна Васильева, работала воспитателем в детском саду. Имя при рождении — Алик Абдуалиевич Асанбаев. Старшие братья — Юрий и Станислав. Большое влияние на воспитание мальчика оказал дед, у которого была большая домашняя библиотека. По словам Васильева, любовь к чтению с детских лет предопределила его будущее призвание.

### Образование
1967 год — средняя школа в Высоковске, потом безуспешно пытался поступить в Московский историко-архивный институт.
1972 год — Московская специальная средняя школа милиции МВД СССР.
1978 год — Всесоюзный юридический заочный институт.
1991 год — Академия МВД СССР.
В 2001 году в Юридическом институте МВД России под руководством Г. А. Аванесова защитил диссертацию на соискание учёной степени кандидата юридических наук на тему «Криминологическое исследование убийств и обеспечение безопасности жизни граждан». Согласно расследованию сообщества Диссернет, 60 % текста диссертации В. А. Васильева совпадает с текстом защищённой в 2000 году диссертации депутата Государственной думы России I, II, IV и V созывов С. Н. Абельцева.

### Служба в Вооружённых силах
В 1968—1970 годах проходил срочную службу в ракетных войсках стратегического назначения Вооружённых сил СССР (Архангельская область).

### Трудовая деятельность
Трудовую деятельность начал в 1967 году после окончания школы. Был рабочим-измерителем московского НИИ точного приборостроения.
С 1972 года служил в органах МВД СССР.
1991—1992 — главный инспектор инспекции Службы организации управления МВД РСФСР.
1992—1993 — главный инспектор Главной инспекции Штаба МВД России.
1993—1995 — заместитель начальника Штаба МВД России — начальник Оперативного управления.
1995—1997 — первый заместитель начальника ГУВД Москвы.
25 апреля 1997 года указом Президента России Б. Н. Ельцина был назначен первым заместителем Министра внутренних дел — начальником Главного управления по организованной преступности (ГУОП), которое в 1998 году было переименовано в Главное управление по борьбе с организованной преступностью (ГУБОП) Министерства внутренних дел Российской Федерации.
С 12 по 21 мая 1999 — временно исполняющий обязанности министра внутренних дел Российской Федерации. После назначения на пост Министра внутренних дел Владимира Рушайло, принял решение об увольнении из МВД.
С 31 мая 1999 по 28 марта 2001 года — заместитель секретаря Совета Безопасности России.
С 28 марта 2001 по 24 декабря 2003 года статс-секретарь — заместитель Министра внутренних дел Российской Федерации.
Во время террористического акта на Дубровке, в результате которого погибло по разным данным от 130 до 174 человек из числа заложников, являлся заместителем руководителя штаба по освобождению заложников. По свидетельству Иосифа Кобзона, Васильев оказывал большую поддержку родственникам заложников, с каждым общался персонально и принимал всё происходящее близко к сердцу.
В 2003 году избран депутатом Государственной думы IV созыва от Тверского избирательного округа как член партии «Единая Россия».
В 2007 году избран депутатом Государственной думы V созыва по региональному списку кандидатов в депутаты от партии «Единая Россия» в Тверской области.
4 декабря 2011 года избран депутатом Государственной думы VI созыва от Тверской области. Был членом комитета Государственной думы по безопасности и противодействию коррупции, председателем комиссии Государственной думы по контролю за достоверностью сведений о доходах, об имуществе и обязательствах имущественного характера, представляемых депутатами Государственной думы.
10 ноября 2012 года избран новым руководителем фракции партии «Единая Россия» в Государственной думе вместо Андрея Воробьёва, назначенного исполняющим обязанности губернатора Московской области.
13 ноября 2012 года сменил А. Воробьёва на посту заместителя председателя Государственной думы.
На выборах в Государственную думу 2016 года возглавил тверское отделение партии «Единая Россия», возглавив региональную группу по Ивановской, Костромской, Тверской и Ярославской областям и баллотируясь в 180-м округе Тверской области. Летом вошёл в состав предвыборного штаба партии «Единая Россия», занимался взаимодействием с депутатами фракций региональных заксобраний.

### Глава Республики Дагестан
3 октября 2017 года Президент России Владимир Путин назначил Владимира Васильева временно исполняющим обязанности главы Республики Дагестан.
9 сентября 2018 года избран главой Дагестана Народным собранием Республики Дагестан.
С 28 мая 2018 года и до своей отставки является старейшим по возрасту руководителем субъекта России.
С 18 июля 2018 по 28 января 2019 — член президиума Государственного совета Российской Федерации.
5 октября 2020 года освобождён от должности указом Президента России в связи с заявлением о досрочном прекращении полномочий. В тот же день указом президента России назначен советником президента России.

#### Деятельность на посту главы Дагестана

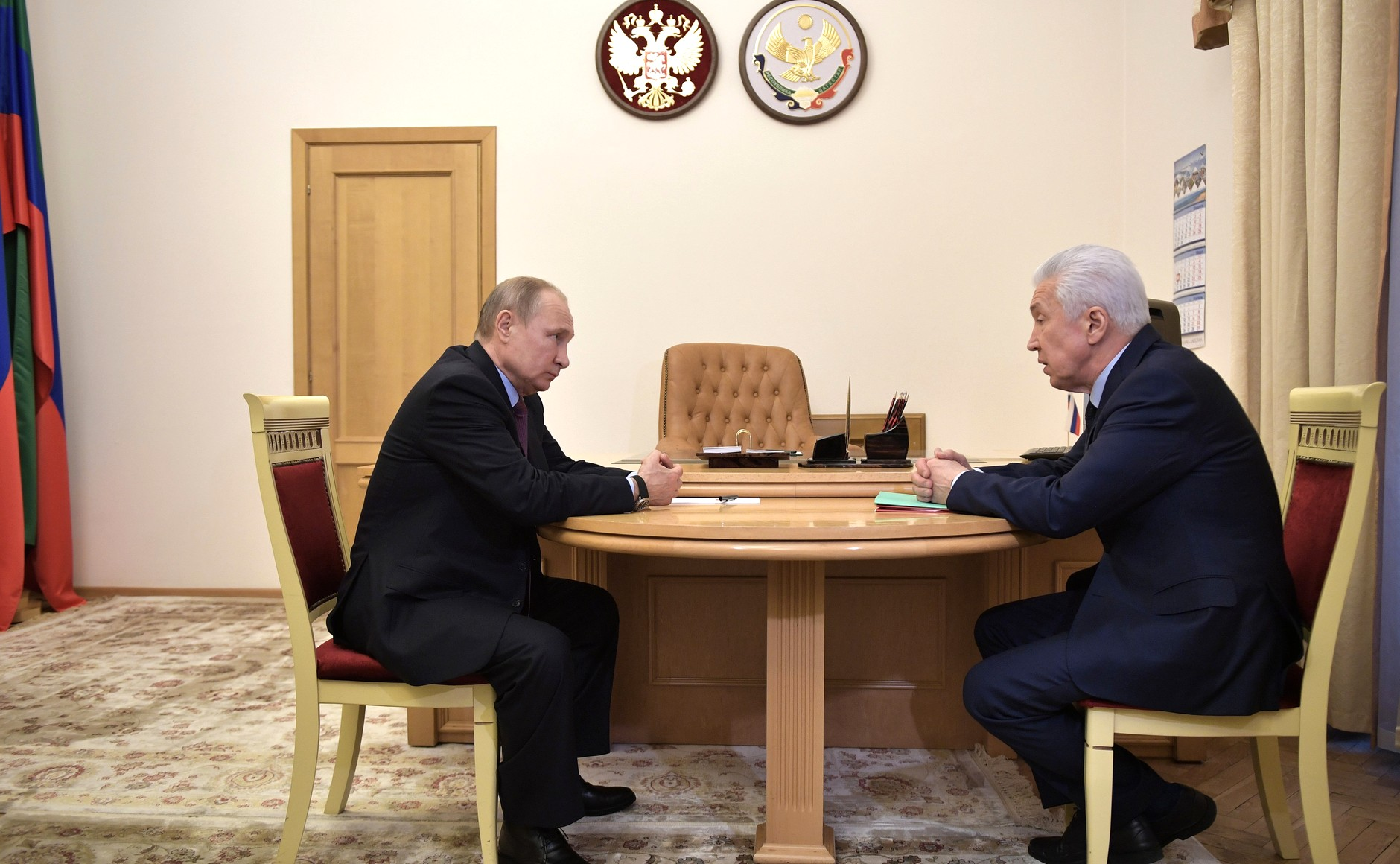
В ходе рабочей встречи с Путиным в Правительственном Доме Дагестана, 13 марта 2018 года

В январе 2018 года в Дагестане началась антикоррупционная кампания. Сначала был арестован мэр Махачкалы Муса Мусаев, а затем верхушка дагестанского правительства: и. о. премьер-министра Абдусамад Гамидов, заместители премьер-министра Шамиль Исаев и Раюдин Юсуфов, главный архитектор Махачкалы Магомедрасул Гитинов, бывший министр здравоохранения Танка Ибрагимов, бывший министр образования Шахабас Шахов, директор республиканского фонда ОМС Магомед Сулейманов, брат бывшего главы Республики Раджап Абдулатипов.
Им вменяют в вину махинации с землёй, а также взяточничество и создание преступного сообщества.
Также арестованы экс-глава Казбековского района Абдула Махачев, бывший руководитель администрации села Карабудахкент Имав Зайнивов, экс-глава Карабудахкентского района Абилей Ильясов, начальник управления образования города Дагестанские Огни Максим Алиханов, руководитель «Управляющей компании инфраструктурными объектами» Республики Дагестан Гусен Зулпикаров, бывший главный врач клинической больницы № 1 Махачкалы Меджид Алиев.
В июле 2018 года в Дагестане по поручению Владимира Васильева и при поддержке автономной некоммерческой организации «Россия — страна возможностей» стартовал кадровый конкурс «Мой Дагестан», призванный пополнить кадровый резерв республики талантливыми и амбициозными специалистами.

По итогам деятельности в 2019 году Дагестан занимал предпоследнее место в России по размеру заработной платы. Доля жителей, имевших зарплату ниже 15 тыс. рублей составляла 34,2 %. Медианная зарплата — 19,1 тыс. рублей. Большинство получают зарплату от 11 до 28 тыс. рублей.

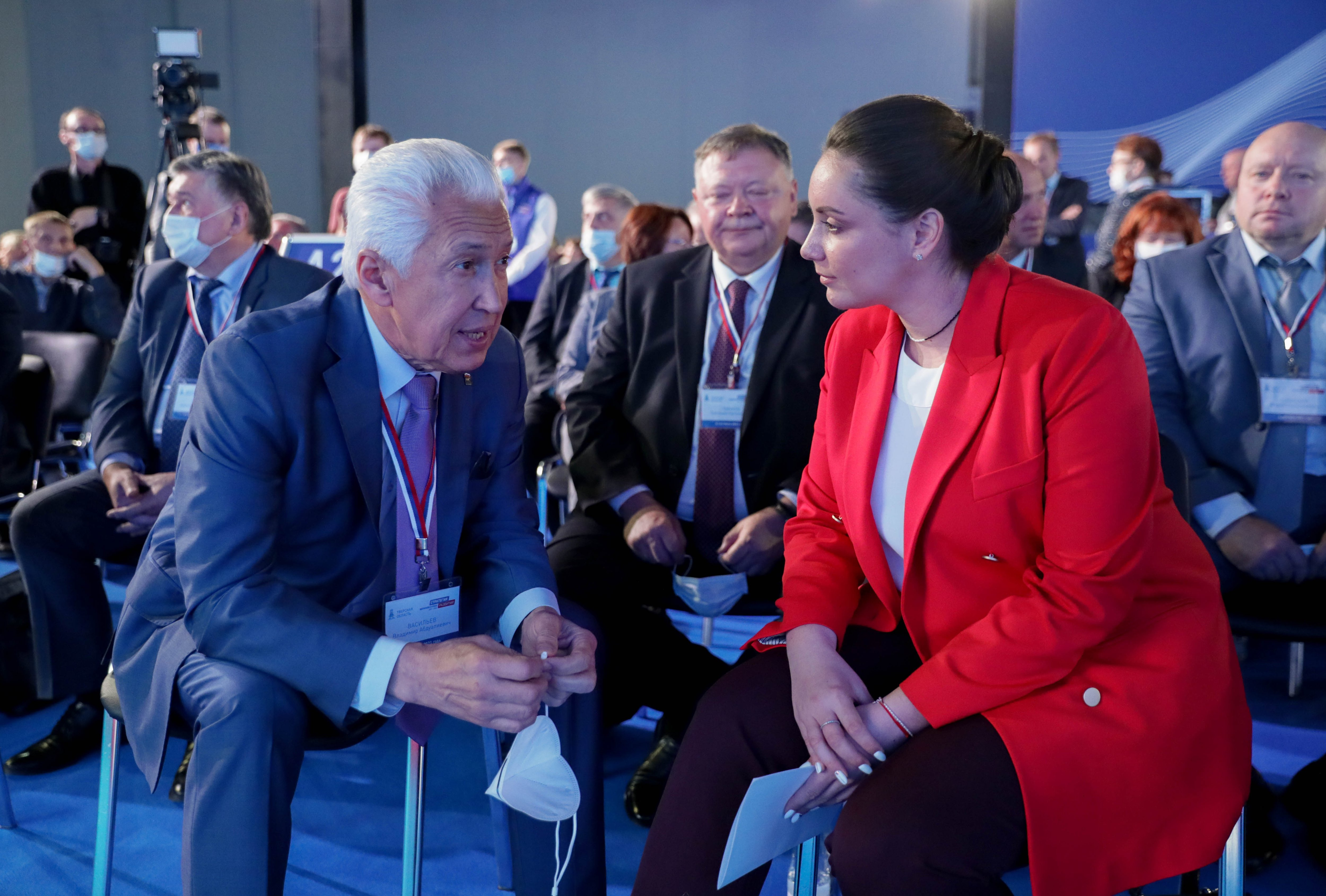
Форум муниципальных образований Тверской области «Верхневолжье. Стратегия развития 2021—2026», 2021 год

## Общественная деятельность
Председатель постоянной комиссии Парламентской ассамблеи ОДКБ по вопросам обороны и безопасности.
Возглавляет Федерацию бокса и кикбоксинга работников МВД России.
Является членом благотворительного общества «Мария», которое оказывает помощь нуждающимся семьям сотрудников органов внутренних дел Москвы.

## Санкции
19 декабря 2014 года внесён в санкционный список Канады за нарушение Россией суверенитета и территориальной целостности Украины.
31 декабря 2020 года внесён в санкционный список Великобритании.
25 февраля 2022 года, на фоне вторжения России на Украину, включён в санкционный список стран Евросоюза в ответ на решение России признать территории Донецкой и Луганской областей Украины и на решение об отправке туда российских войск.
7 сентября 2022 года попал под санкции Украины за «поддержку незаконным попыткам России аннексировать суверенную украинскую территорию путем проведения фиктивных референдумов».
30 сентября 2022 года внесён в санкционный список США в ответ на «фиктивные референдумы» и «аннексию территорий Украины российскими оккупационными силами». Государственный департамент отмечает что депутаты единогласно приняли закон о фейках, а некоторые депутаты сыграли ключевую роль в распространении российской дезинформации о войне.
По аналогичным основаниям находится в санкционных списках Австралии, Японии, Украины и Новой Зеландии.

## Награды
- Орден «За заслуги перед Отечеством» I степени (2024)[43]
- Орден «За заслуги перед Отечеством» II степени (17 июля 2019) — за большой вклад в социально-экономическое развитие региона и многолетнюю добросовестную работу[44]
- Орден «За заслуги перед Отечеством» III степени (22 мая 2014) — за достигнутые трудовые успехи, значительный вклад в социально-экономическое развитие Российской Федерации, заслуги в освоении космоса, гуманитарной сфере, укреплении законности, активную законотворческую и общественную деятельность, многолетнюю добросовестную работу[45]
- Орден «За заслуги перед Отечеством» IV степени
- Орден Александра Невского
- Орден Мужества
- Орден Почёта
- Медаль «За отличие в охране общественного порядка»
- Медаль «За боевое содружество»
- Медаль «200 лет МВД России»
- Медаль «За содействие ВВ МВД»
- Медаль «За взаимодействие» (Прокуратура России)
- Медаль «За содействие» (СК России)
- Медаль «200 лет Министерству обороны»
- Медаль «За безупречную службу» I, II, III степеней
- Медаль «За возвращение Крыма» (2014) — за содействие Министерству обороны в деле возвращения Крыма в Россию
- Медаль Столыпина П. А. II степени (10 июля 2014) — за заслуги в законотворческой деятельности, направленной на решение стратегических задач социально-экономического развития страны[46]
- Медаль «За освобождение Крыма и Севастополя» (17 марта 2014) — за личный вклад в дело по возвращению Крыма в Россию[47]
- Именной кортик от Министра внутренних дел Р. Г. Нургалиева
- Заслуженный юрист Российской Федерации (2006)
- Благодарность Президента Российской Федерации (21 августа 2006) — за активное участие в законотворческой деятельности в сфере борьбы с терроризмом[48]
- Почётная грамота Президента Российской Федерации (9 января 2010) — за заслуги в законотворческой деятельности и развитии российского парламентаризма[49]
- Орден Святого благоверного князя Даниила Московского II степени (2020)[50]
- Орден «Содружество»

## Семья
Жена, Людмила Дмитриевна (в девичестве Одинцова), по образованию и профессии экономист. Дочь Юлия Владимировна, 1973 года рождения. Есть внучка Маша и внук.

## Увлечения
Увлекается рыбной ловлей. Любимое место отдыха — озеро Селигер. Занимается спортом, поддерживает хорошую физическую форму.